# Stawros Papadopulos
Stawros Papadopulos (gr. Σταύρος Παπαδόπουλος, ur. 6 września 1953) – cypryjski piłkarz występujący na pozycji obrońcy. Trener piłkarski.

## Kariera klubowa
Papadopulos karierę rozpoczynał w 1970 roku w Pezoporikosie Larnaka. W 1972 roku, a także w 1973 roku dotarł z nim do finału Pucharu Cypru. W 1974 roku wywalczył z nim zaś wicemistrzostwo Cypru. W 1976 roku przeszedł do greckiego Ethnikosu Pireus. Przez dwa lata w jego barwach rozegrał 47 spotkań. W 1978 roku odszedł do Olympiakosu SFP. Przez osiem lat gry dla tego klubu, zdobył z nim cztery mistrzostwa Grecji (1980, 1981, 1982, 1983), Puchar Grecji (1981) oraz Superpuchar Grecji (1980).
W 1986 roku Papadopulos wrócił do Pezoporikosu Larnaka. W 1988 roku zdobył z nim mistrzostwo Cypru. W 1989 roku zakończył karierę.

## Kariera reprezentacyjna
W reprezentacji Cypru Papadopulos zadebiutował 13 grudnia 1978 roku w przegranym 0:5 meczu eliminacji Mistrzostw Europy 1980 z Hiszpanią. W latach 1978–1982 w drużynie narodowej rozegrał 10 spotkań.